# Poranki
Poranki là một thị trấn neighbourhood thuộc huyện Krishna, bang Andhra Pradesh. Nó là một khu đô thị của thành phố Vijayawada, thuộc Penamaluru mandal. 
It is 2 KM from Penamaluru.